# 金显哲
金顯哲（韓語：김현철，1901年11月13日—1989年1月27日），韩国政治人物、独立运动家、官僚。

## 生平
1917年京城高等工业学校矿山学科毕业。之后赴美留学，1929年美国匹兹堡大学毕业，1932年在美国哥伦比亚大学研究生毕业，并获得了硕士学位。1933年担任大韩民国临时政府龟尾外交资源部委员，1953年任企划处长，1955年任农林部次官、财务部长，1956年任复兴部长、1957年财务部部长等职务。五一六軍事政變以后再次担任要职，1962年任经济企划院长，当年7月10日开始担任5个月的内阁首班（總理）。
金贤哲在1964年1月以朴正熙总统特使的身份亲善访问40个国家，第一站1月3日，经过英屬香港抵达法国。1964年任总统顾问、行政改革委员会委员长，并于当年出任韩国駐美國大使（1964年－1967年），1969年任五一六奖学会理事长，1973年－1979年任宪法委员会委员，1980年任国政咨询委员会委员，81年再被委任全斗焕政权的国政咨询委员，至89年辞去国政咨询委员等职务。1981年任现代集团顾问等职务。1987年11月4日，受国务总理金贞烈的邀请出席总理公馆举行的晚宴。
| 前任： 李重載           | 第6任韩国财政部長 1955年7月－1956年5月        | 繼任： 印泰植           |
| 前任： 兪莞昌（유완창） | 第2任韩国复兴部长 1956年5月25日－1957年6月9日 | 繼任： 宋仁相（송인상） |
| 前任： 印泰植           | 第8任韩国财政部長 1957年6月－1959年3月        | 繼任： 宋仁相           |
| 前任： 朴正熙           | 第4任内阁首班 1962年7月10日－1963年12月16日   | 繼任： 崔斗善           |
| 前任： 金贞烈           | 第7任韩国驻美大使 1964年12月－1967年10月      | 繼任： 金東祚           |